# Dinofelis
Dinofelis (z řečtiny „hrůzná kočka”) je vyhynulý rod kočkovitých šelem z tribusu Metailurini, který obýval Afriku, Evropu, Asii a Severní Ameriku od pliocénu do pleistocénu.

## Taxonomie
Fosilie rodu Dinofelis jsou známy z Eurasie, Severní Ameriky a Afriky, kde se patrně rod vyvinul. Nejstaršími druhy jsou asijský Dinofelis abeli, evropský Dinofelis diastemata a severoamerický Dinofelis paleoonca. Nejmladším druhem byl Dinofelis piveteaui. Bylo popsáno celkem 8 druhů, přičemž mohly existovat další, jež nebyly popsány:
- Dinofelis cristata (Falconer & Cautley, 1836)
- Dinofelis abeli Zdansky, 1924
- Dinofelis diastemata (Astre, 1929)
- Dinofelis barlowi (Broom, 1937)
- Dinofelis palaeoonca (Meade, 1945)
- Dinofelis piveteaui (Ewer, 1955)
- Dinofelis aronoki Werdelin & Lewis, 2001
- Dinofelis petteri Werdelin & Lewis, 2001

## Popis
Dinofelis byla kočkovitá šelma o délce těla mezi současným lvem a levhartem, většina byla velká jako jaguár americký. Tělo dosahovalo délky 1 až 2,5 m, přičemž velikost závisela na druhu. Druhy, jako africký Dinofelis barlowi a asijský Dinofelis cristata, se stavbou těla podobaly současným velkým kočkám, naopak Dinofelis piveteaui měl anatomicky blíže spíše k šavlozubým kočkám. Přední končetiny byly silné, zadní naopak relativně slabé, tyto kočky tedy patrně neběhaly příliš rychle. Žádné zbytky srsti se nezachovaly, takže nevíme s jistotou, zda byla bez kresby, skvrnitá či pruhovaná. Nicméně komparativní ekologie předpokládá skvrnitý či pruhovaný vzor na kožichu.
Špičáky byly u tohoto rodu mírně zploštělé a ve srovnání s ostatními šavlozubými kočkami malé - někdy je tudíž označován jako nepravá šavlozubá kočka. Zadní zuby byly malé, proto patrně Dinofelis požíral pouze měkké maso, kosti nedrtil.

## Chování
O chování tohoto rodu je známo pouze málo informací. Byl to lovec, jehož stavba těla se podobala zvířeti žijícímu v porostech až smíšených stanovištích, ačkoli také mohl žít v mokřadech. Lovil patrně nejčastěji v noci, ze zálohy, na kořist číhal v podrostu, nebo na ni skočil ze stromu. Kořist asi nejprve strhl pomocí svých silných předních nohou a smrtelné kousnutí zasadil následně. V roce 1981 přišel Charles Brain v knize Hunters or the hunted s teorií, že Dinofelis patřil mezi nejčastější lovce pleistocenních primátů a prvních hominidů. V Africe byly nalezeny kostry dinofelisů společně s paviány, které možná zabil. Předpokládalo se, že mezi jeho kořist patřil Australopithecus africanus, z jižní Afriky pochází nálezy lebek primátů druhu Paranthropus robustus se dvěma dírami v lebce připomínající stopy od špičáků dinofelise, jehož pozůstatky byly nalezeny nedaleko. Údajně napadal i zástupce druhu Homo habilis. Tento pohled byl dlouho považován za pravděpodobný a často byl parafrázován. Nicméně nejnovější výzkumy tuto specializaci dinofelisů na primáty a hominidy spíše vyvracejí a za hlavní lovce našich předků považují levharty a megantereony. Dinofelis spíše lovil pasoucí se zvířata, především různé druhy antilop.

## Vyhynutí
Dinofelisové byli mimo Afriku vždy poměrně vzácní. Přesné datum vyhynutí tohoto rodu je neznámé, v Africe vyhynul před asi 1,4 miliony lety, je však možné, že zde druh zanikl teprve před 1 milionem let.
Vyhynutí způsobilo patrně mizení porostů, možná také lov lidmi na počátku doby ledové.

## V kultuře
Dinofelis byl znázorněn ve 4. díle pseudo-dokumentárního cyklu BBC Putování s pravěkými zvířaty, kde byl představen jako lovec australopitéků. Bruce Chatwin ho krátce zmínil v knize The Songlines.